# Повесть о пустяках
«Повесть о пустяках» — роман, написанный в эмиграции русским художником-авангардистом Юрием Анненковым и изданный в Берлине в 1934 году под псевдонимом Борис Темирязев.

## История создания и публикации
Псевдоним Б. Темирязев появился в 1927 году: им Анненков воспользовался при публикации рассказа «Любовь Сеньки Пупсика», написанного для конкурса журнала «Звено». После этого Анненков опубликовал ещё 2 рассказа, но уже в «Современных записках». Эмигрантская критика сразу отметила нехарактерные для писателей-эмигрантов «советские» приёмы.
Под этим же псевдонимом роман был опубликован в 1934 году издательством «Петрополис». О том, что её автором является известный художник, знал только Михаил Осоргин. В своих воспоминаниях он рассказывает, что сначала подозревал в этом Евгения Замятина, и послал по адресу, указанному в рукописи, письмо, обещая опубликовать повесть, если автор придет к нему сам, хоть в плаще и маске. Он чрезвычайно удивился, когда к нему пришёл его друг Анненков.

## Содержание
Книга рассказывает о России 1910—1920-х годов, состоит из 5 глав, не имеет линейного сюжета и наполнена множеством героев, большинство из которых имеет реальных прототипов среди знакомых автора. Сквозным персонажем является революционный художник Коленька Хохлов, наделённый сильными автобиографическими чертами. Действие романа заканчивается 1924 годом — отъездом из России и автора, и главного героя. По замечанию Михаила Геллера, название повести иронично:
Пустяки, о которых вспоминает в русском заглавии писатель, — это две русские революции 1917 года, мировая война, гражданская война, прыжок из мира реальности в утопию.

## Персонажи и прототипы
- Коленька Хохлов, художник — центральный персонаж с автобиографическими чертами. Также присутствуют черты биографий Натана Альтмана и Николая Пунина[2]
- Дэви Шапкин — Дмитрий Темкин, Артур Лурье[3], возможно, намек на эпизод биографии Марка Шагала[4]
- Поручик Лохов — в его идеях о театре прослеживаются черты Николая Евреинова[5]
- Апушин — Корней Чуковский[6]
- Конструктор Гук — Виктор Шкловский. Черты Шкловского также прослеживаются в персонажах Толя Житомирский[7] и Толя Виленский[8]
- Поэт Рубинчик — Бенедикт Лившиц[9]
- Залкинд — Осип Цадкин[10]
- Поэт Каретников — возможно, Рюрик Ивнев[11]
- Атаман Грач — намек на фамилию атамана Николая Александровича Григорьева[12]
- Люся Ключарева и Липочка Липская — вероятно, «серапионовы дамы» Дуся Каплан и Муся Алонкина[13]
- Художник Клейнман — Натан Альтман[14]
- Нуся Струкова — возможно, прототипом послужила Е. П. Струкова, секретарь редакционной комиссии издательства «Петрополис».[15]
- Профессор Сашура Гольцев — С. Э. Радлов[16]
- Комментатор Яков Платонович Вотье — Адриан Пиотровский[16]

## Отзывы
Книга практически не известна в России, хотя в своё время была высоко оценена в эмигрантских кругах. О ней с похвалой и с восторгом отзывались Е. И. Замятин, М. А. Осоргин, В. Ф. Ходасевич, П. М. Пильский, Юрий Фельзен, Дон-Аминадо, Ирина Одоевцева, З. А. Шаховская, А. В. Бахрах и другие.
В начале 1990-х Б. М. Носик, высоко оценивший эту книгу, выразил уверенность в том, что после переиздания в России мемуаров Анненкова «выйдет там и его „Повесть о пустяках“ <…> И вот тогда к Петербургу Гоголя, Достоевского, Белого, Набокова прибавится в нашей литературе Петербург таинственного Бориса Темирязева (он же Юрий Анненков), и читатель наш сможет оценить по заслугам еще одного русского прозаика».

## Издания
- Книга была издана в Берлине в 1934 и до XXI века в России не издавалась, хотя выходила дважды в США (штат Нью-Джерси) и по-французски во Франции.
- В 2001 году «Издательство Ивана Лимбаха» издало книгу в твердой обложке в «альбомном» формате с обширнейшими комментариями Александра А. Данилевского; а также в мягкой обложке без комментариев.
- В 2002 году «Повесть о пустяках» переиздало издательство «МИК».

Французское издательство «Вердье» выпускает переводы русской литературы на французский язык в серии, названной «Пустяки» в честь романа Анненкова.